# Discestra parentii
Discestra parentii är en fjärilsart som först beskrevs av Emilio Berio 1980-1981 (1981.  Discestra parentii ingår i släktet Discestra och familjen nattflyn. Inga underarter finns listade i Catalogue of Life.